# East Bengal FC
East Bengal FC (hindi ईस्ट बंगाल फुटबॉल क्लब, ang. East Bengal Football Club) – indyjski klub piłkarski, mający siedzibę w mieście Kolkata w stanie Bengal Zachodni, w północno-wschodniej części kraju, grający w latach 1996–2020 w rozgrywkach NFL / I-League, a od sezonu 2020/21 w Indian Super League.

## Historia
Chronologia nazw:
- 1920: East Bengal Club
- 1998: Kingfisher East Bengal Football Club
- 2018: Quess Bengal Football Club (dodana nazwa sponsora)
- 2020: Sporting Club East Bengal
- 2022: Emami East Bengal Football Club (dodana nazwa sponsora)

Klub piłkarski East Bengal Club został założony w miejscowości Kolkata 1 sierpnia 1920 roku przez niektórych byłych przedstawicieli klubu Mohun Pagan, którzy opuścili drużynę z powodu nieporozumień. W tym samym miesiącu swojego powstania klub wziął udział w swoim dziewiczym turnieju Hercules Cup, turnieju siedmioosobowym. 11 sierpnia 1920 roku klub rozegrał swój pierwszy mecz w turnieju iw swojej historii z Metropolitan College, w którym wygrał 4:0. Następnie zespół wygrał turniej, ogłaszając przybycie klubu, który w przyszłości pobije wiele rekordów. Klub zdobył także Khagendra Shield w 1921 roku. Następnie klub został stowarzyszony z Indyjskim Związkiem Piłki Nożnej (IFA) i przystąpił do rozgrywek ligowych w IFA Second Division. Zespół zajął trzecie miejsce w swoim debiutanckim sezonie w lidze. Pierwszy mecz między East Bengal Club a lokalnym rywalem Mohun Bagan odbył się 8 sierpnia 1921 roku. W 1924 roku klub wygrał Second Division i awansował do IFA First Division.
W 1942 roku klub po raz pierwszy zdobył mistrzostwo ligi stanowej Calcutta Football League. Od tamtego czasu wygrywał te rozgrywki 39-krotnie co jest rekordem. W następnym 1943 roku zdobył swój pierwszy trofeum IFA Shield. W 1945 roku zespół zdobył „złoty dublet”, wygrywając oba te turnieje. Drużyna wygrała także mniejszy Rovers Cup w 1949 i Durand Cup w 1951, a także trzy kolejne IFA Shields (1949, 1950, 1951). Potem ponownie zdobyła Rovers Cup (1962, 1967, 1969, 1972, 1973, 1975) i Durand Cup (1952, 1956, 1960, 1967, 1970, 1972, 1978), a także szereg IFA Shields w tym okresie.
W 1978 i 1980 klub po raz pierwszy zdobył Puchar Federacji. W 1984 roku do klubu przyszedł Deepak Das, reorganizując go. Zmienił drużynę w profesjonalną i w tym charakterze klub zdobył Puchar Federacji w 1985 roku, a także został pierwszym indyjskim klubem, który grał w nowo utworzonym Pucharze Mistrzów Azji w sezonie 1985/86. Klub zdobył później swoją pierwszą potrójną koronę w 1990 roku, zdobywając IFA Shield, Rovers Cup i Durand Cup w jednym sezonie.
W grudniu 1996 roku startowała National Football League jako najwyższa liga w kraju. Zespół w swoim debiutanckim sezonie zajął trzecie miejsce. W 1998 roku klub przyjął nazwę Kingfisher East Bengal FC, gdy browar Kingfisher został jego właścicielem i sponsorem. Do 2007 bez przerwy występował w National Football League, trzykrotnie ją wygrywając.
W sezonie 2007/08 powstała I-League, która była kontynuacją rozgrywek National Football League, w której zespół nie zdobył miejsca na podium, zajmując szóstą pozycją w tabeli ligowej. W sezonach 2010/11, 2011/12 та 2013/14 został wicemistrzem kraju. Ponadto klub zdobył Puchar Federacji w latach 2007, 2009, 2010 i 2012 oraz Superpuchar Indii w latach 2006 i 2011. W 2013 roku dotarł do półfinału kontynentalnych rozgrywek Pucharu AFC. W 2018 roku podpisano umowę z nowym sponsorem tytularnym – Quess Corp Ltd., w związku z czym klub przyjął nazwę Quess East Bengal FC.
Rok 2020 przyniósł początek pandemia pandemii COVID-19, który zatrzymał trwający sezon piłkarski w kraju. Ówczesny inwestor Quess wycofał się z dwuletniej umowy do lipca 2020 roku. 1 sierpnia 2020 klub świętował swoje 100-lecie istnienia. We wrześniu Shree Cement został ogłoszony nowym inwestorem klubu. Firma nabyła 76 procent udziałów klubu i zmieniła jego nazwę na Sporting Club East Bengal. Później w tym samym miesiącu, po udanej licytacji, klub przeniósł się z I-League do Indian Super League. W swoim debiutowym sezonie 2020/21 zajął 9.miejsce w Superlidze. Na początku 2022 roku klub rozstał się ze swoim inwestorem Shree Cementem, a już 25 maja ogłosił współpracę z grupą Emami jako głównymi inwestorami klubu. Klub zmienił nazwę na Emami East Bengal Football Club.

## Barwy klubowe, strój, herb, hymn
|  |  |  |

Klub ma barwy czerwono-złoto-czarne. Piłkarze domowe spotkania zazwyczaj grają w czerwono-złocistych koszulkach, czarnych spodenkach oraz czerwonych getrach.

## Sukcesy

### Trofea międzynarodowe
| \| \| Zdobyte trofea w rozgrywkach międzynarodowych (stan na: 31-05-2022) \| |                                                                     |      |          |
| Rozgrywki                                                                    | Osiągnięcie                                                         | Razy | Sezon(y) |
| · Liga Mistrzów AFC                                                          | zdobywca                                                            | 0    |          |
| · Liga Mistrzów AFC                                                          | finalista                                                           | 0    |          |
| · Liga Mistrzów AFC                                                          | 3.miejsce gr.A                                                      | 1    | 1985/86  |
| Puchar AFC                                                                   | zdobywca                                                            | 0    |          |
| Puchar AFC                                                                   | finalista                                                           | 0    |          |
| Puchar AFC                                                                   | półfinalista                                                        | 1    | 2013     |
| Azjatycki Puchar Zdobywców                                                   | zdobywca                                                            | 0    |          |
| Azjatycki Puchar Zdobywców                                                   | finalista                                                           | 0    |          |
| Azjatycki Puchar Zdobywców                                                   | ćwierćfinalista                                                     | 1    | 1991/92  |
| FIFA                                                                         | Zdobyte trofea w rozgrywkach międzynarodowych (stan na: 31-05-2022) |      |          |

- ASEAN Club Championship:
  - zdobywca (16): 2003.

### Trofea krajowe
| \| \| Zdobyte trofea w rozgrywkach Indii (stan na: 31-05-2022) \| |                                                          |      |                                                      |
| Rozgrywki                                                         | Osiągnięcie                                              | Razy | Sezon(y)                                             |
| Mistrzostwo                                                       | I miejsce                                                | 3    | 2000/01, 2002/03, 2003/04                            |
| Mistrzostwo                                                       | II miejsce                                               | 6    | 1997/98, 1998/99, 2005/06, 2010/11, 2011/12, 2012/14 |
| Mistrzostwo                                                       | III miejsce                                              | 5    | 1996/97, 2004/05, 2012/13, 2015/16, 2016/17          |
| Puchar                                                            | zdobywca                                                 | 8    | 1978*, 1980*, 1985, 1996, 2007, 2009, 2010, 2012     |
| Puchar                                                            | finalista                                                | 7    | 1984, 1986, 1992, 1995, 1996, 2011, 2018             |
| II liga                                                           | I miejsce                                                | 0    |                                                      |
| II liga                                                           | II miejsce                                               | 0    |                                                      |
| II liga                                                           | III miejsce                                              | 0    |                                                      |
| Indie                                                             | Zdobyte trofea w rozgrywkach Indii (stan na: 31-05-2022) |      |                                                      |

- Durand Cup:
  - zdobywca (16): 1951, 1952, 1956, 1960*, 1967, 1970, 1972, 1978, 1982*, 1989, 1990, 1991, 1993, 1995, 2002, 2004
  - finalista (10): 1957, 1964, 1968, 1984, 1986, 1988, 1994, 1998, 1999, 2003

- IFA Shield:
  - zdobywca (27): 1943, 1945, 1949, 1950, 1951, 1958, 1961*, 1965, 1966, 1970, 1972, 1973, 1974, 1975, 1976*, 1981*, 1983*, 1984, 1986, 1990, 1991, 1994, 1995, 1997, 2000, 2001, 2002, 2012, 2018
  - finalista (11): 1942, 1944, 1947, 1953, 1969, 1977, 1979, 1998, 2003, 2013, 2015

- Rovers Cup:
  - zdobywca (10): 1949, 1962*, 1967, 1969, 1972/73*, 1973/74, 1975/76, 1980*, 1990, 1994
  - finalista (4): 1959/60, 1960, 1963/64, 1988

- Calcutta Football League:
  - mistrz (39): 1942, 1945, 1946, 1949, 1950, 1952, 1961, 1966, 1970, 1971, 1972, 1973, 1974, 1975, 1977, 1982, 1985, 1987, 1988, 1989, 1991, 1993, 1995, 1996, 1998, 1999, 2000, 2002, 2003, 2004, 2006, 2010, 2011, 2012, 2013, 2014, 2015, 2016, 2017

## Struktura klubu

### Stadion
Klub piłkarski rozgrywa swoje mecze domowe na stadionie Salt Lake Stadium lub East Bengal Ground w Kolkacie, które mogą pomieścić odpowiednio 85.000 i 23.500 widzów.

## Rywalizacja z innymi klubami

### Derby
- Mohun Bagan AC
- Mohammedan SC (Kolkata)
- Bengaluru FC
- Odisha FC